# William Jones (mathématicien)
Pour les articles homonymes, voir William Jones et Jones.
Sir William Jones (1675-1749) est un mathématicien gallois. 

## Biographie
Il jouit des patronages de la famille Bulkeley du nord du Pays de Galles et plus tard du comte de Macclesfield qui lui permettent de mener sa carrière. Jones sert tout d'abord en mer, enseignant les mathématiques à bord d'un bateau entre 1695 et 1702. Après ces voyages, il devient professeur de mathématiques à Londres et occupe un certain nombre de postes dans des bureaux gouvernementaux. 
En 1706, Jones publie Synopsis Palmariorum Mathesios, un travail de synthèse destiné aux débutants et qui inclut le théorème sur le calcul différentiel et les séries infinies. Comme mathématicien, la raison principale de sa renommée est la proposition, dans cet ouvrage, d'utiliser la lettre grecque π pour représenter le rapport de la circonférence d'un cercle à son diamètre, symbole qui sera adopté par Euler en 1748 dans son Introduction à l'Analyse infinitésimale. Barrow et Oughtred l'avaient cependant utilisé avant lui pour désigner le périmètre d'un cercle. 
Williams Jones publie en 1711 des travaux sur le calcul différentiel et intégral qui diffusent et complètent ceux de Newton. Il remplit ainsi, avec Humphry Ditton, le rôle joué par le marquis de L'Hôpital sur le continent. 
La navigation est également un centre d'intérêt pour Jones et son premier travail édité est Un Nouvel Abrégé de l'art de la navigation  (A New Compendium of the Whole Art of Navigation). En 1731, il édite Discourses of the Natural Philosophy of the Elements. Il recueille et édite aussi les papiers du mathématicien John Collins, vingt-cinq ans après sa mort, dans l'ouvrage Commercium epistolicum qui en immortalise le nom et le fait surnommer le Mersenne anglais.
Il devient un ami proche d'Isaac Newton et d'Edmund Halley. En 1712, il est nommé Fellow de la Royal Society, il en sera plus tard le vice-président.
Son fils, également appelé William Jones, est un linguiste célèbre qui a découvert le groupe des langues indo-européennes.